# Joseph C. Avery
Joseph Conant Avery (9 de junho de 1817 — 16 de junho de 1876) foi o fundador de Corvallis, Óregon. Avery foi o primeiro postmaster da comunidade e serviu como legislador no Governo Provisório do Óregon e no governo do Território do Óregon. A Avery House (anteriormente Avery Lodge) na Universidade do Estado do Oregon recebeu o nome dele.

## Primeiros anos
Avery nasceu em Tunkhannock, Pensilvânia, em 9 de junho de 1817. Ele foi educado em Wilkes-Barre antes de se mudar para Illinois em 1839. Avery então se casou com Martha Marsh em 1841 antes de imigrar para Condado de Oregon em 1845.

## Óregon
Depois de passar o inverno em Oregon City, a família mudou-se para o sul no ano seguinte. estabeleceu-se na foz do rio Marys, onde ele deságua no rio Willamette, na parte central do vale do Willamette, no que se tornaria o estado de Oregon. Nesse local, ele operava uma balsa através do Willamette e estabeleceu uma fazenda. Em 1848, Avery foi para os campos de ouro da Califórnia e minou por um breve período antes de usar seu ouro para comprar mercadorias mercantis. Avery então voltou para Oregon, onde abriu uma loja em sua reivindicação de terras, onde estabeleceu um local para a cidade. Ele pesquisou e plantou a área e a chamou de Marysville em 1850.
Em 1848, Avery foi eleito e serviu na sessão final da Legislatura Provisória do Oregon, que começou em dezembro. Ele foi eleito para a Legislatura Territorial do Oregon em 1850 até 1852, servindo como um Whig e representando o Condado de Benton. Em 1853, Avery foi nomeado agente postal atendendo os territórios de Washington e Oregon. Em 1856, Avery voltou ao Legislativo Territorial como democrata. Joseph Avery, pai de 12 filhos, morreu em 16 de junho de 1876. Ele foi enterrado no Cemitério Maçônico em Corvallis.

## Controvérsia de nomes
Após o fim do jornal Expositor em Eola, no condado de Polk, Avery adquiriu o equipamento do Expositor e forneceu a Corvallis sua primeira impressora. Mais tarde, ele foi acusado de usar essa imprensa para operar o pró-escravidão Occidental Messenger. Embora as cópias sobreviventes do Occidental Messenger não identifiquem Avery como o proprietário do jornal e não indiquem que ele tinha controle do conteúdo editorial do jornal, várias fontes contemporâneas identificam Avery como a força central por trás da publicação do Occidental Messenger. Essa conexão com o movimento pró-escravidão levou a um inquérito em 2017 pela Universidade do Estado do Oregon sobre a possibilidade de manter o nome Avery em uma residência. A universidade decidiu renomear o prédio.